# Escape the Field

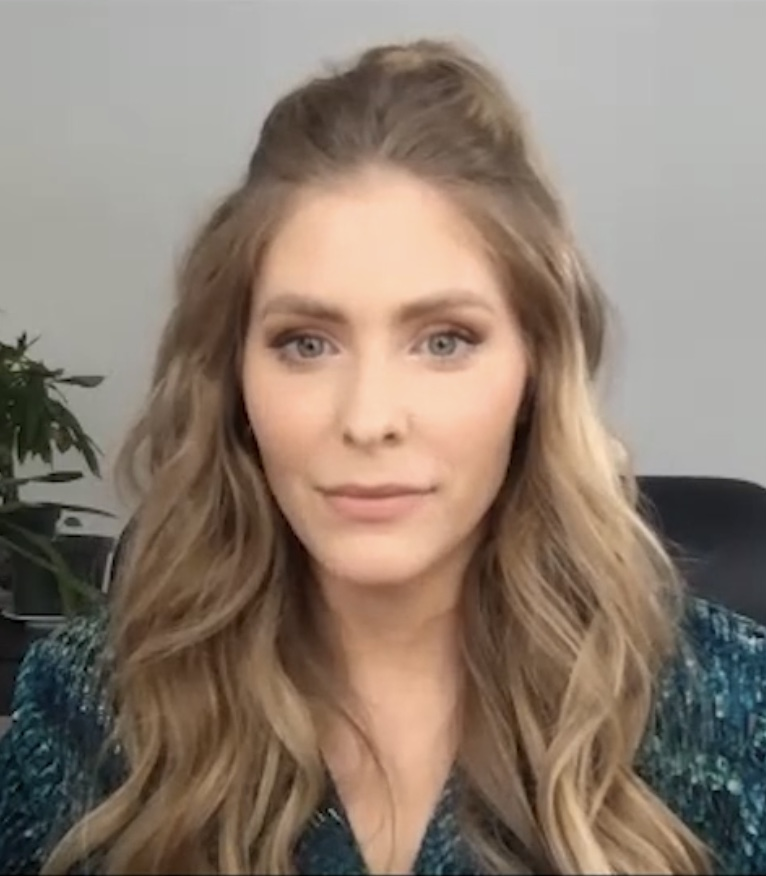
Jordan Claire Robbins spielt Sam (Foto von 2022)

Escape the Field ist ein US-amerikanischer Horrorfilm aus dem Jahr 2022.

## Handlung
Sam wacht allein in einem Maisfeld auf, neben ihr liegt einzig ein Revolver mit einer Patrone. Da kommt auch schon Tyler zwischen dem Maispflanzen auf sie zu; auch er wisse nicht, wo er sei, das einzige, was er bei sich hat, sind Streichhölzer. Mit der Zeit treffen sie auf Ryan, Ethan, Denise und Cameron, die ihr Schicksal teilen und als Gegenstände einen Kompass, eine Feldflasche, eine Laterne und ein Messer dabeihaben. Gemeinsam versuchen die sechs ungleichen Personen aus dem riesigen Feld zu entkommen und entdecken, dass die ihnen gegebenen Gegenstände Funktionen haben, die sie nutzen müssen, um irgendwie voranzukommen. An einigen Stellen stehen Figuren zwischen den Maispflanzen, die Informationen fürs Weiterkommen bereitstellen. Doch ihr Vorhaben ist kräftezehrend und er herrscht Misstrauen untereinander. Auch finden sie Fallen und entdecken, dass sie nicht allein in dem riesigen Feld sind.
Immer wieder wird die Gruppe auf unterschiedliche Weise auseinandergerissen. Denise wird von einer Kreatur fortgezogen; Cameron ersticht Ethan aus Versehen in einer Fluchtsituation, als sie ihre Brille verloren hatte. Ryan verändert sich, nachdem er von einer der Figuren mit einer Spritze getroffen wurde, und bekommt übermäßige Kräfte und rote Augen. Ryan setzt sich ab und macht sich auf die Suche nach der Kreatur, wobei er mit seinem Camouflage der Kreatur immer ähnlicher sieht. Sam und Tyler können einige Rätsel lösen und letztlich einen Computer in einem Container anschalten. Dieser geht jedoch wieder aus. Kurz darauf wird Tyler von der Kreatur erstochen. Im anschließenden Kampf kann Sam schließlich die Maispflanzenbekleidung der Kreatur mit den Streichhölzern anzünden und sie brennend in dem Container einschließen. Sam, die eine Stichverletzung hat, sinkt zu Boden. Männer mit Gasmasken tauchen auf, über den Funk ist eine Stimme zu hören, die sagt, die Probanden sollen für Phase 2 des Experiments vorbereitet werden.
In der letzten Szene entdeckt Cameron im Feld sechs weitere schlafende Menschen und erkennt, dass diese wohl das gleiche durchmachen und Teil eines Experiments sind. Doch sie wird vom nahezu in die Kreatur transformierten Ryan weggezogen und getötet.

## Synchronisation
Die deutsche Synchronisation übernahm die Lylo Media Group, Berlin. Das Dialogbuch schrieb Michael Nowka, die Dialogregie übernahm     Reinhold Kospach.
| Rolle   | Darsteller         | Synchronsprecher |
| ------- | ------------------ | ---------------- |
| Cameron | Tahirah Sharif     | Olivia Büschken  |
| Denise  | Elena Juatco       | Carolin Brunk    |
| Ethan   | Julian Feder       | David Brizzi     |
| Ryan    | Shane West         | Christoph Banken |
| Sam     | Jane Marla Robbins | Sabine Mazay     |
| Tyler   | Theo Rossi         | Asad Schwarz     |

## Produktion
Gedreht wurde der Film in Toronto in Kanada. Die Dreharbeiten und Postproduktion erstreckten sich von September 2020 bis Januar 2021.

## Rezeption

### Kritiken
Die Redaktion des Lexikons des internationalen Films gibt Escape the Field insgesamt 1,5 von 5 möglichen Sternen und zieht folgendes Fazit: „Ein generischer Horrorthriller mit vielen Anleihen bei einschlägigen Vorbildern, in dem abgesehen vom Schauplatz kaum Gedanken an Originalität verschwendet wurden. Die Figuren bleiben blass, die Spannungsmomente repetitiv und langweilig.“.
Kritiker Oliver Armknecht gibt dem Film in seiner Besprechung auf film-rezensionen.de insgesamt 4 von 10 Punkten. Grundsätzlich habe der Film ein vielversprechend wirkendes Setting und Kontext, daraus würde aber viel zu wenig gemacht, um mit anderen Filmen des Segments bestehen zu können. Die Rätsel machten nicht viel her, auch gebe es keine Aha-Momente. Die Figuren seien langweilig, die Konflikte innerhalb der Gruppe nichts sehr einfallsreich und das Ende zu abrupt und unbefriedigend.